# Феопомп (историк)
Феопомп (Theopompus, др.-греч. Θεόπομπος) — древнегреческий историк и оратор, современник Эфора.

## Биография
Феопомп родился около 380 года до н. э. на острове Хиос. Отец его Дамасистрат, приверженец аристократической партии, в 377 году был изгнан демократами, после того как Хиоc примкнул ко второму афинскому союзу, и переселился вместе с сыном в Афины. Проведя большую часть жизни на чужбине в скитаниях, Феопомп лишь около 335 года, при посредстве Александра Македонского, получил возможность вернуться на родной остров, где вновь вступил в борьбу с представителем демократии Феокритом.
После смерти Александра Феопомп снова был осуждён на изгнание, жил некоторое время в Эфесе и умер в Египте, где Птолемей неохотно дал ему убежище. В бытность свою в Афинах Феопомп изучил ораторское искусство под руководством Исократа и приобрел славу выдающегося оратора, собрав вместе с тем обильный материал для своих исторических трудов. В качестве оратора он разъезжал по различным городам эллинского мира, выступая на состязаниях в ораторском искусстве.

## Произведения
В области историографии Феопомпу принадлежали «Греческая история» (Helleniса) в 12 книгах, охватывавшая события с 410 по 394 г. (до Книдской битвы) и продолжавшая исторический труд Фукидида, и «История Филиппа II Македонского» (Philippiса) в 58 книгах, в которой был дан обзор событий эпохи Филиппа II (362—336 гг.), занимавшего в труде историка центральное место. Три книги этого последнего труда были посвящены истории Сицилии, один отдел — характеристике воинской демагогии, один отдел — чудесным сказаниям.
С именем Феопомпа было известно в древности ещё сжатое изложение Геродотовской истории в двух книгах. Все исторические труды Феопомпа составляли 72 книги, из которых до нашего времени дошли лишь отрывки и извлечения, собранные в издании Мюллера «Fragmenta historicorum Graecorum» (т. I, стр. 278—338, и IV, 643—645) и Вихерса («Theopompi fragmenta», Лейден, 1829). Сверх того до нас дошло сокращенное изложение истории Филиппа на латинском языке, принадлежащее Юстину, который пользовался этим трудом в латинской обработке Трога Помпея.
Феопомп принадлежал в древности к числу наиболее читаемых авторов и первоклассных исследователей. Риторические приемы и страстный тон, которые Феопомп вносил в изложение, придавали труду его большие внешние достоинства; интерес чтения усугублялся мастерским описанием положений и характеров действующих лиц, а также обилием анекдотов. Нередко Феопомп прибегал к злословию, не только по адресу своих врагов (демагогов), но и героев (например, Филиппа), хотя, выставляя открыто пороки и недостатки действующих лиц, он руководился стремлением выдвинуть психологический элемент личностей и событий.
К недостаткам его труда следует отнести большое авторское самомнение. Полибий порицал в Феопомпе пристрастие в обрисовке нравственного облика действующих лиц и недостаточное знакомство с военным делом, а Плутарх — длинноту речей, замедлявших ход изложения. Несмотря на эти недостатки, Феопомпа много читали и им много пользовались. Филипп III Македонский сделал извлечение из «Филиппик» в 16 книгах, сгруппировав в одно целое историю собственно Филиппа II; Плутарх пользовался историческими трудами Феопомпа для характеристики афинских деятелей V века; парадоксограф и собиратели анекдотов (Афиней и др.) делали из его сочинений обильные извлечения.
Ораторские речи Феопомпа заключали, по его словам, не менее 20 000 строк и составляли 1/8 всего написанного им. Кроме упомянутых произведений, в древности были известны панегирики Феопомпа Филиппу и Александру и письма к Александру (др.-греч. Χιακά) — Хиосские письма, которые Феопомп писал своему покровителю по возвращении в 335 г. на родину). Хотя древность и ставила Феопомпa весьма высоко как оратора, писателя и историка, так что произведения его и Эфора читались охотнее, чем произведения Геродота и Фукидида, однако в блеске и совершенстве софистической техники Феопомпa нельзя не видеть признаков упадка греческой мысли, приближающегося к веяниям и вкусам Александрийской эпохи.